# Kuivezand
Kuivezand (Brabants: Kuivezáánd) is een buurtschap gelegen in de voormalige gemeente Oud en Nieuw Gastel, sinds de gemeentelijke herindeling van 1997 gemeente Halderberge, in de Nederlandse provincie Noord-Brabant. Kuivezand ligt op een dekzandrug ten noordwesten van het natuurgebied Gastels Laag. Het is een straatgehucht, waarbij tot ca. 1669 de windmolen van Oud Gastel stond. Men woont 'op' Kuivezand. 
De buurtschap bestaat uit enkele straten en daaraan verspreid liggen ongeveer 15 woningen. De buurtschap ligt aan Rijksweg 17 en wordt door de provinciale weg N641 verbonden met Oud Gastel aan de ene kant en Oudenbosch aan de andere kant.
De oprit Oudenbosch van de A17 is gelegen op Kuivezand.

## Naam
"Kuive" (1562: Cuve) zou de vorm van de zandrug beschrijven, bij uitstek geschikt om er een windmolen op te plaatsen. Op de dekzandrug ligt een gebied met enkeerdgronden.

## Bezienswaardigheden
De eeuwenoude boerderij van de familie Mees, gelegen aan de Strijpdreef, is tegenwoordig ingericht als zorgboerderij.
Dorpen: Bosschenhoofd · Hoeven · Oud Gastel · Oudenbosch · Stampersgat

Buurtschappen: Gastelsveer · Kruisstraat · Kuivezand · Schans · Stoof

Noord-Brabant: Steden en dorpen      Nederland: Provincies · Gemeenten